# فلومار
فلومار (به انگلیسی: Fairey_Fulmar) یک هواگرد از نوع Carrier Fighter ساخت شرکت Fairey Aviation Company است. هواگرد فلومار نخستین پروازش را در ۴ ژانویه ۱۹۴۰ میلادی انجام داد. این هواگرد در سال ۱۰ مه ۱۹۴۰ میلادی رسماً معرفی گردید و در سال‌های ۱۹۴۰–۴۳ تولید شده‌است. در مجموع، تعداد ۶۰۰ فروند از این هواگرد ساخته شده‌است.
طراح این هواگرد، Marcel Lobelle بود.